# Obsession (album d'UFO)
Pour les articles homonymes, voir Obsession.
Albums de UFO
Lights Out
(1977) Strangers in the Night
(1978)
Singles
1. Cherry
Sortie : juin 1978
2. Only You Can rock Me
Sortie : juillet 1978
3. Born to Lose
Sortie : 1978

Obsession,  est le septième album studio du groupe de hard rock anglais, UFO. Il est sorti en juin 1978 sur le label Chrysalis Records.  

## L'album
À la suite du succès de l'album Lights Out, le groupe se délocalise aux États-Unis, à Los Angeles plus précisément, pour enregistrer son nouvel album studio. Il sera enregistré en partie aux C.P. McGregor Recording Studios et dans un bureau de l'United States Postal Service désaffecté avec l'aide du studios mobile des Record Plant Studios. Comme son prédécesseur, il sera produit par Ron Nevison. Il est à noter que l'ingénieur du son est le futur producteur de Guns N' Roses, Mike Clink.
Tous les titres ont été composés par les membres du groupe, notamment, musicalement, par le bassiste Pete Way qui participe à la composition sur neuf titres alors que Michael Schenker est moins créatif que d'habitude. Il quittera le groupe après la tournée de promotion de l'album.
Il est le cinquième et dernier album en studio avec Michael Schenker (avant son retour en 1993) qui partira après la tournée de promotion pour former son propre groupe, le Michael Schenker Group.
Une fois de plus la pochette est l'œuvre d'Hipgnosis, alors que les quatre autres membres du groupe sont représentés en costume, les cheveux gominés avec des billes d'acier à l'emplacement des yeux, du nez et de la bouche, Michael Schenker est représenté dans son allure "normale".
Cet album se classa à la 26e place des charts britanniques et à la 41e place du Billboard 200 aux États-Unis.

## Les musiciens
- Phil Mogg : chant
- Michael Schenker : guitare solo et rythmique
- Pete Way : basse
- Andy Parker : batterie, percussions
- Paul Raymond : claviers, guitare rythmique, chœurs

## Liste des titres

### Album original
Face 1
| No | Titre                | Auteur                                | Durée |
| -- | -------------------- | ------------------------------------- | ----- |
| 1. | Only You Can Rock Me | Phil Mogg, Michael Schenker, Pete Way | 4:10  |
| 2. | Pack It Up (and Go)  | Mogg, Schenker, Way                   | 3:15  |
| 3. | Arbory Hill          | Schenker                              | 1:10  |
| 4. | Ain't No Baby        | Mogg, Way                             | 4:00  |
| 5. | Lookin' Out for N°1  | Mogg, Way                             | 4:35  |

Face 2
| No  | Titre                         | Auteur                 | Durée |
| --- | ----------------------------- | ---------------------- | ----- |
| 6.  | Hot 'N' Ready                 | Mogg, Schenker         | 3:18  |
| 7.  | Cherry                        | Mogg, Way              | 3:32  |
| 8.  | You Don't Fool Me             | Mogg, Andy Parker, Way | 3:23  |
| 9.  | Lookin' Out for N°1 (reprise) | Way                    | 1:18  |
| 10. | One More for the Rodeo        | Mogg, Way              | 3:45  |
| 11. | Born to Lose                  | Mogg, Schenker Way     | 3:33  |

### Titres bonus de la réédition de 2008
- Ces trois titres ont été enregistrés pendant la tournée US du groupe.

| No  | Titre                                                                        | Auteur              | Durée |
| --- | ---------------------------------------------------------------------------- | ------------------- | ----- |
| 12. | Hot 'N' Ready (enregistré en public le 17 octobre 1978 à Columbus, Ohio)     | Mogg, Schenker      | 3:34  |
| 13. | Pack It Up (and Go) (enregistré en public le 17/10/1978 à Columbus)          | Mogg, Schenker, Way | 3:38  |
| 14. | Ain't No Baby (enregistré en public le 14 octobre 1978 à Kenosha, Wisconsin) | Mogg, Way           | 4:40  |

## singles
- "Only You Can Rock Me" / "Ain't No Baby", "Cherry" / "You Don't Fool Me" (États-Unis & Canada) et "Born to Lose"/ "Reasons Love" (Pays-Bas) sont également sortis en singles[3]. "Only You Can Rock Me" est le premier single du groupe à entrer dans les charts britanniques, il se classa à la 50e place le 5 août 1978.

## Charts

### Album
| Pays                          | Durée du classement | Meilleur classement | Date              |
| ----------------------------- | ------------------- | ------------------- | ----------------- |
| Canada (RPM)                  | 8 semaines          | 68e                 | 21 octobre 1978   |
| États-Unis (Billboard 200)    | 18 semaines         | 41e                 | 23 septembre 1978 |
| Royaume-Uni (UK Albums Chart) | 7 semaines          | 26e                 | 16 juillet 1978   |
| Suède (Sverigetopplistan)     | 3 semaines          | 31e                 | 11 août 1978      |

### Single
| Single               | Chart              | Durée du classement | Position | Date            |
| -------------------- | ------------------ | ------------------- | -------- | --------------- |
| Only You Can Rock Me | (UK Singles Chart) | 4 semaines          | 50e      | 30 juillet 1978 |